# Nicolaes Berchem
Nicolaes Pieterszoon Berchem także Nicolaes Berghem (ur. 1 października 1620 w Haarlemie, zm. 18 lutego 1683 w Amsterdamie) – holenderski malarz i grafik.
Przez całe życie pozostawał pod urokiem podróży do Włoch. Jest zaliczany do najbardziej znanych artystów holenderskich malujących idylliczne pejzaże włoskie – pastuszkowie i stada bydła, robotnicy nadmorskich portów i ludzie na wydmach z tłem w postaci klifów, statków, wzgórz i drzew. Rzadziej malował alegoryczne sceny mitologiczne i biblijne. Pozostawił po sobie ponad 800 płócien, 80 grafik i ok. 500 rysunków. Jego malarstwo wielce zainspirowało francuskiego malarza rokokowego Jeana Pillementa.
Początkowo malarstwa uczył się od swego ojca Pietera Claesza, a później u pejzażysty Jana van Goyena oraz Claesa Moeyaerta. Od 1642 r. był członkiem gildii malarskiej w Haarlemie. W 1645 r. przystąpił do holenderskiego kościoła zreformowanego. W następnym roku się ożenił, lecz po zaledwie kilku latach został wdowcem. Powtórnie ożenił się z córką Jana Wilsa – malarza. Około roku 1650 zwiedzał Westfalię razem z Jakubem van Ruisdaelem. Podróż do Włoch odbył z innym malarzem, być może kuzynem Janem Baptystą Weenixem. Około roku 1660 wraz z rytownikiem Nicolaasem Visschererem pracował przy wydaniu atlasu (prawdopodobnie dlatego wcześniej podróżował). W latach 1661–1670 mieszkał w Amsterdamie, następnie wrócił do Haarlemu, a w okresie 1677-1683 znów osiadł w Amsterdamie, gdzie zmarł.
W Muzeum Narodowym w Warszawie znajduje się obraz Berchema Postój przy zajeździe.

## Galeria

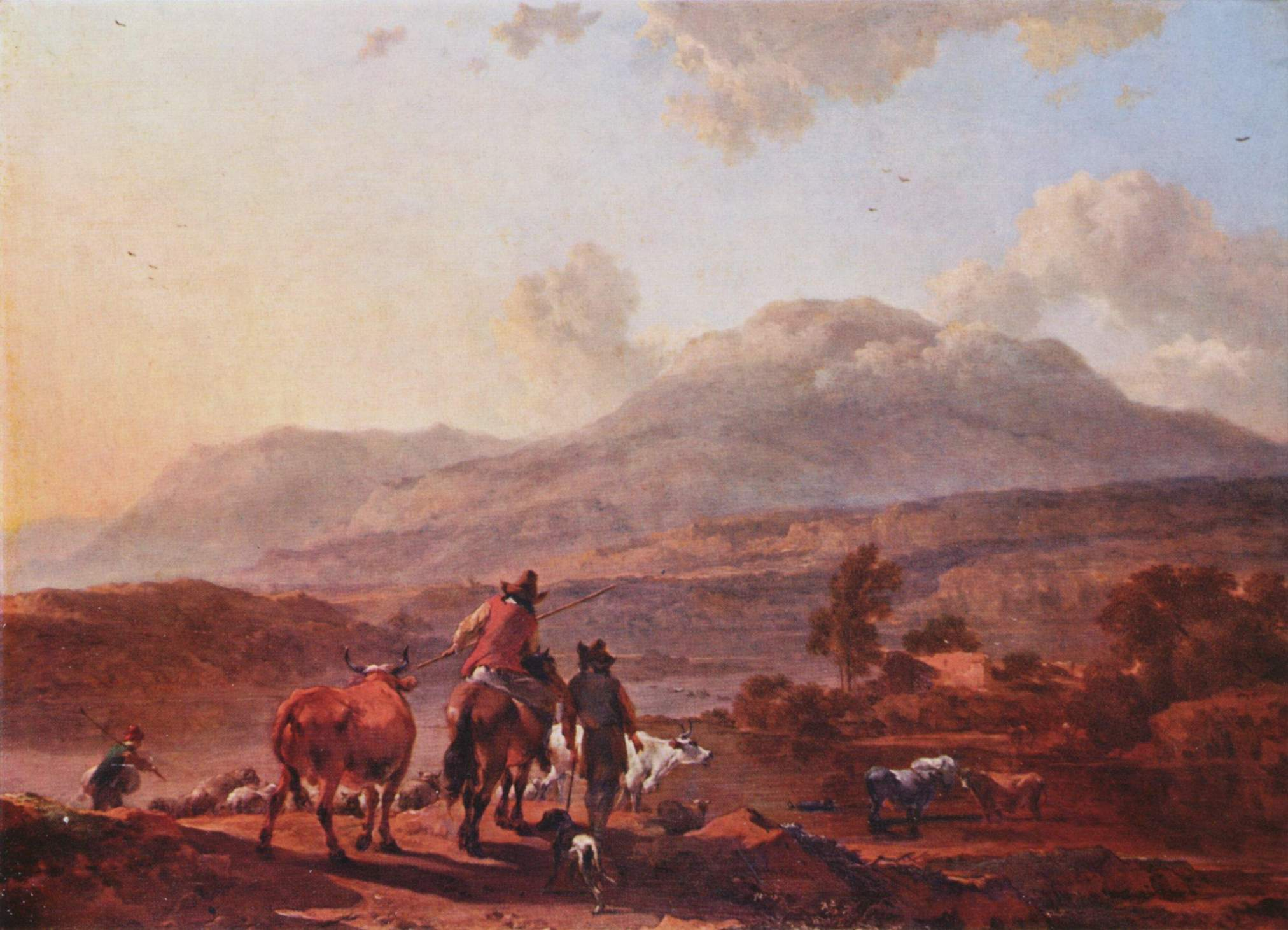
Pejzaż włoski
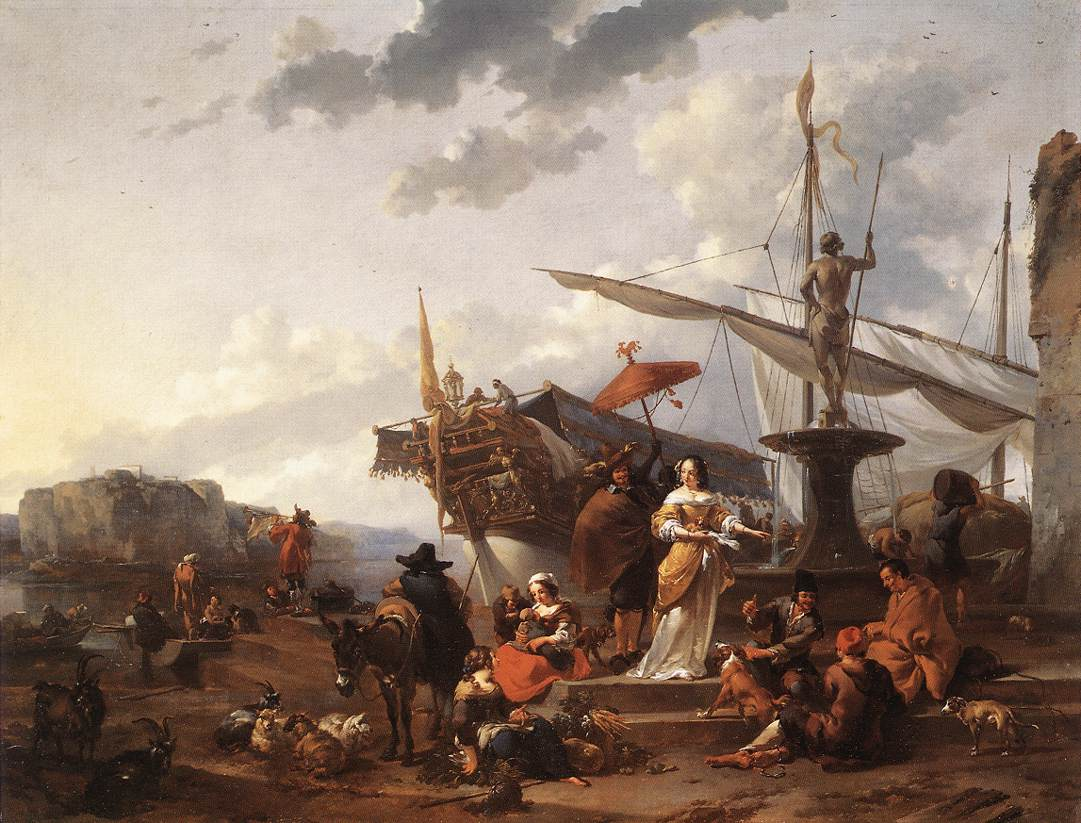
Port na południu